# Alessandro Fantini (ciclista 1985)
Alessandro Fantini (Lanciano, 20 ottobre 1985) è un ex ciclista su strada italiano.

## Carriera
Nato nel 1985 a Lanciano, in provincia di Chieti, da elite ha vinto la Medaglia d'Oro Pietro Palmieri nel 2008 con la U.S. Fracor Modolo - Prosciutto Pratomagno.
Nel 2009, a 24 anni, è passato professionista con l'Acqua & Sapone. Con la stessa squadra nel 2010 ha partecipato alla Milano-Sanremo, arrivando 135º, e alla Parigi-Roubaix, ritirandosi.
Ha chiuso la carriera al termine della stagione 2010, a 25 anni.

## Palmarès
- 2008 (elite)

Medaglia d'Oro Pietro Palmieri

## Piazzamenti

### Classiche monumento
- Milano-Sanremo

2010: 135º
- Parigi-Roubaix

2010: ritirato